# Chenopodium
Genre
Chenopodium, les Chénopodes, sont un genre de plantes dicotylédones, annuelles, herbacées, très odorantes de la famille des Amaranthaceae ou, des Chenopodiaceae, en fonction de la classification retenue. Les chénopodes sont largement répandu dans le monde entier, principalement en zone tempérée et subtropicale. L'Europe en compte plusieurs dizaines d'espèces (trente, rien qu'en Pologne).

## Étymologie
Le genre doit son nom à la ressemblance des feuilles avec la trace d'une patte d'oie (du latin scientifique chenopodium, formé à partir des mots grecs χήν,-νός, chéinos [oie] et πόδῖον, podios [petit pied], littéralement patte-d'oie).

## Usages
Diverses espèces de chénopodes sont cultivées et mangées, et/ou ont été utilisées par les médecines traditionnelles. On sait qu'ils sont riches en flavonoides (glucosides de type kaempférol et quercétine), en acides phénoliques et en terpénoïdes,. Leurs feuilles sont riches en caroténoïdes et leurs graines sont riches en protéines et lipides.
Plusieurs propriétés médicinales ont été confirmées en laboratoire et d'autres récemment découvertes ou à l'étude (activités antiprurit, antibactérienne, antifongiques et anticancer…),,,,.

## Classification
Ce genre a été décrit par le naturaliste suédois Carl von Linné (1707-1778). 
Dans la classification de Cronquist il est classé dans la famille des Chenopodiaceae, tandis que dans la classification APG III, il fait partie des Amaranthaceae.

### Liste d'espèces
Selon GRIN (27 septembre 2015) :

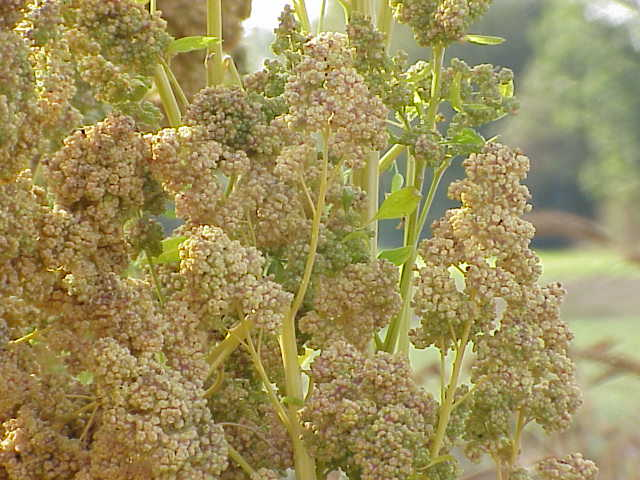
Chenopodium quinoa.

Notez que le Chénopode bon-Henri, espèce bien connue des francophones, auparavant nommé Chenopodium bonus-henricus L. est considéré par GRIN comme synonyme de Blitum bonus-henricus.
- Chenopodium acuminatum Willd.
- Chenopodium album L. - Chénopode blanc
- Chenopodium atrovirens Rydb.
- Chenopodium baccatum Labill.
- Chenopodium berlandieri Moq.
- Chenopodium bolivianum Murr
- Chenopodium carnosulum Moq.
- Chenopodium desiccatum A. Nelson
- Chenopodium ficifolium Sm.
- Chenopodium formosanum Koidz.
- Chenopodium fremontii S. Watson
- Chenopodium gaudichaudianum (Moq.) Paul G. Wilson
- Chenopodium giganteum D. Don
- Chenopodium hastatum Phil.
- Chenopodium hians Standl.
- Chenopodium hircinum Schrad.
- Chenopodium hybr.
- Chenopodium incanum (S. Watson) A. Heller
- Chenopodium leptophyllum (Moq.) Nutt. ex S. Watson
- Chenopodium neomexicanum Standl.
- Chenopodium nevadense
- Chenopodium nutans (R. Br.) S. Fuentes & Borsch
- Chenopodium oahuense (Meyen) Aellen
- Chenopodium opulifolium Schrad. ex W. D. J. Koch & Ziz
- Chenopodium pallescens Standl.
- Chenopodium pallidicaule Aellen
- Chenopodium parabolicum (R. Br.) S. Fuentes & Borsch
- Chenopodium petiolare Kunth
- Chenopodium philippianum Aellen
- Chenopodium pilcomayense Aellen
- Chenopodium pratericola Rydb.
- Chenopodium preissii (Moq.) Diels
- Chenopodium purpurascens B. Juss. ex Jacq.
- Chenopodium querciforme Murr
- Chenopodium quinoa Willd.
- Chenopodium spinescens (R. Br.) S. Fuentes & Borsch
- Chenopodium standleyanum Aellen
- Chenopodium strictum Roth
- Chenopodium vulvaria L.
- Chenopodium watsonii A. Nelson

## Les chénopodes dans le langage courant
Dans le langage courant ces plantes sont connues sous des noms tels que le chénopode blanc (Chenopodium album L.), tandis que d'autres chénopodes sont éventuellement classés par les botanistes dans d'autres genres comme le chénopode bon-Henri ou épinard sauvage (Blitum bonus-henricus (L.) Rchb., syn. Chenopodium bonus-henricus L.) ou  l'épazote (Dysphania ambrosioides (L.) Mosyakin & Clemants, syn. Chenopodium ambrosioides L.).